# Leptoiulus roszkowskii
Leptoiulus roszkowskii är en mångfotingart som beskrevs av Jawlowski 1930. Leptoiulus roszkowskii ingår i släktet Leptoiulus och familjen kejsardubbelfotingar. Inga underarter finns listade i Catalogue of Life.